# 和田啓 (声優)
和田 啓（わだ けい、1927年8月5日 - ）は、日本の男性声優、俳優。東京府東京市（現・東京都）出身。

## 人物
成城大学卒。
1948年、劇団民衆座入団。1958年、劇団七曜会入団。その後は河の会の代表を経て、後継組織である劇団河で役者として活動しながらアニメの声優、吹き替え、俳優としても活躍した。現在は劇団河を離れ、フリーとして活動している。
趣味・特技は奈良弁、囲碁、釣り。

## 出演作品

### テレビドラマ
- 黎明（1960年、NHK）
- 風の視線（1962年、NET）
- 浮島の娘たち（1964年、CX）- 教師・大里
- 恐怖劇場アンバランス 第3話「殺しのゲーム」（1973年、CX） - 坂上
- 太陽にほえろ! （NTV）
  - 第226回「天国からの手紙」（1976年）
  - 第243回「その血を返せ」（1977年） - 七曲中央病院長
  - 第333回「刑事の約束」（1978年）
- 男たちの旅路第2部 第一話「廃車置場」（1977年、NHK）
- 新五捕物帳 第173回「真心の旅路」（1982年、NTV）
- 示談交渉人甚内たま子裏ファイル 「豪快おばあちゃん調査員登場激突事故が招く暗闇の殺人…迷推理!? で偽証言を暴け」（2001年、TBS）

### 舞台
- 欲望という名の電車（1959年） - パプロ[6]
- 独裁者の学校（1960年） - 首相[7]

### テレビアニメ
- エイトマン（1963年）
- 巨人の星（1968年 - 1971年）
- アタックNo.1（1969年）
- いじわるばあさん（1970年）
- あしたのジョー（1970年 - 1971年）
- アニメンタリー 決断（1971年）
- 国松さまのお通りだい（1971年、園長）
- 赤胴鈴之助（1972年）
- ど根性ガエル（1973年）
- ピコリーノの冒険（1976年、ムク犬）
- おねがい!サミアどん（1985年）
- エスパー魔美（1989年、校長）
- 美味しんぼ（1989年 - 1990年、オーナー、盛口会長）
- 楽しいムーミン一家 冒険日記（1991年、長老）

### OVA
- アーバンスクウェア 琥珀の追撃（1986年、奈良本教授）
- ダーティペア（1987年、高僧）

### 吹き替え

#### 映画
- 吸血狼男（乞食）
- 恐怖の岬
- 第三の男（ペイン軍曹）
- 007/カジノ・ロワイヤル（ルグラン〈シャルル・ボワイエ〉）※NET版
- ダラスの熱い日（ハリディ）
- モンティ・パイソン・アンド・ホーリー・グレイル

#### ドラマ
- 刑事コロンボ
  - ホリスター将軍のコレクション（TVアナウンサー）
  - 権力の墓穴（ダフィ警部）
  - 愛情の計算（ファンズワース）
- 十二人の怒れる男（守衛）
- スパイ大作戦
  - 第三の壁（ヤンコフスキー長官の秘書）
  - 恐怖のリモートコントロール
  - 奇跡のカムバックPart 1,2（レフェリー、記者）
  - 地下100メートルの円盤 Part 1（記者）
  - 巨頭会談（TVアナウンサー）
  - 生体実験（警備兵）
  - ニトログリセリン（タマール将軍）
  - 暗殺路線（大尉）
  - 暗殺者には面がない（保安本部の医者）
- ミステリーゾーン

#### 人形劇
- 海底大戦争 スティングレイ 海底の宝物（トレル）
- キャプテン・スカーレット
  - にせミステロン現わる（カール）
  - アメリカ大陸を救え（クレイマー）
- ジョー90
  - 戦慄の脱獄囚

### 特撮
- チビラくん（1970年、プカロ）
- 恐竜戦隊コセイドン（1978年、ジェリコ司令官の声）
- ウルトラマン物語（1984年、ジュダ）